# Lidia Gueiler Tejada
Lidia Gueiler Tejada (ur. 28 sierpnia 1926 w Cochabambie, zm. 9 maja 2011) – boliwijska polityk.
Studiowała ekonomię, od 1946 działała w polityce, stając się przywódczynią Narodowego Ruchu Rewolucyjnego (MNR). W 1951 organizowała protesty spowodowane unieważnieniem wyników wyborczych, przyczyniając się do powstania Paz Estenssoro. W radzie La Paz (stolicy Boliwii) zajmowała wysokie funkcje, przewodziła również Związkowi Kobiet Boliwii. Objęła stanowisko konsula boliwijskiego w Republice Federalnej Niemiec (RFN) i reprezentowała swój kraj w Międzyamerykańskiej Komisji Kobiet. Członkini parlamentu z ramienia MNR (1956–1964), w 1963 dołączyła do PRIN Juana Lechín (jednak w latach siedemdziesiątych doszło w tej partii do rozłamu i frakcja, która ją opuściła, sprzymierzyła się z Paz Estenssoro). Po przewrocie wojskowym w 1964 udała się na pietnastoletnią emigrację. Około 1978 została podsekretarzem stanu w ministerstwie rolnictwa, zaś w wyborach powszechnych w 1978 – członkinią Kongresu Narodowego z ramienia MNR i przewodniczącą Izby Deputowanych. W następnym roku objęła przewodnictwo Kongresu Narodowego, stając się zastępczynią głowy państwa. Stała też na czele Partido Revolucionario de los Izquierda Nacional (1979–1994). 17 listopada 1979, po nieudanym zamachu stanu, Kongres Narodowy mianował ją tymczasowym prezydentem Boliwii.
Na początku swojej kadencji poparła demokratyzację życia politycznego w Boliwii. W polityce zagranicznej opowiadała się za budowaniem relacji z wszystkimi państwami, nie zważając na ich ustrój społeczny i polityczny. Na krótko przed następnymi wyborami, 18 lipca 1980, została obalona przez 129. zamach stanu w historii Boliwii. Ponownie znalazła się na emigracji (1980–1982), lecz w 1982 została ambasadorem Boliwii w Kolumbii. W 1989 przyłączyła się do partii Nueva Mayoría del MIR (Nowa Większość – Ruch Lewicy Rewolucyjnej). W tym samym roku wybrano ją na senatora i mianowano ambasadorem w Wenezueli. W 1993 r. przeszła na emeryturę.